# آنا کریستی (فیلم ۱۹۳۰)
آنا کریستی (به انگلیسی: Anna Christie) فیلمی محصول سال ۱۹۳۰، به کارگردانی کلارنس براون و با بازی گرتا گاربو ستارهٔ مشهور سوئدی هالیوود است.
این فیلم بر اساس نمایشنامه‌ای به همین نام که در سال ۱۹۲۲ توسط یوجین اونیل نوشته شد، و با تهیه‌کنندگی شرکت فیلم‌سازی مترو گلدوین مایر و با بودجه‌ای بالغ بر ۳۷۶ هزار دلار ساخته شد. این درام عاشقانهٔ ۸۹ دقیقه‌ای که در کالور سیتی کالیفرنیای آمریکا فیلمبرداری شد، در آمریکا حدود یک میلیون دلار و در سایر نقاط جهان ۵۰۰ هزار دلار فروش داشت.

## داستان فیلم
آنا (با بازی گرتا گاربو)، پس از سال‌ها نزد پدرش، کاپیتان سوئدی‌الاصل یک کشتی باری کوچک بازمی‌گردد؛ در حالی که زندگی نابسامانی را به‌عنوان یک خیابانگرد پشت سر گذاشته‌ است. پس از مدت کوتاهی ملوان ایرلندی به نام مت (با بای چارلز بیکفورد) عاشق آنا می‌شود و تصمیم می‌گیرد که با او ازدواج کند. پدر آنا با این موضوع که دخترش با یک ملوان ازدواج کند مخالف است. سرانجام آنا، واقعیت زندگی تلخ گذشته‌اش را برای مت و پدرش بیان می‌کند…

## توضیحات فیلم
این فیلم، نخستین فیلم ناطق گرتا گاربو محسوب می‌شود. فضای فیلم به‌شدت مه‌آلود و تلخ است. این فیلم دومین اقتباس از روی نمایشنامۀ برندهٔ جایزهٔ پولیتزر نوشتۀ یوجین اونیل است. نسخهٔ آلمانی این فیلم توسط ژاک فدر در سال ۱۹۳۱ ساخته شد که باز هم از گرتا گاربو بهره می‌برد.

## جایزه اسکار
| سال  | جشنواره                              | برای             |
| ---- | ------------------------------------ | ---------------- |
| ۱۹۳۰ | نامزد جایزه بهترین بازیگر نقش اول زن | گرتا گاربو       |
| ۱۹۳۰ | نامزد بهترین کارگردانی               | کلارنس براون     |
| ۱۹۳۰ | نامزد بهترین فیلمبرداری              | ویلیام اچ دانیلز |